# Facade
El patró facade (o patró de façana) és un patró de disseny generalment utilitzat en la programació orientada a objectes. El nom és una analogia a una façana arquitectònica.
Un facade és un objecte que proporciona una interfície simplificada a un cos més gran de codi, com una classe biblioteca. Un facade permet:
- Facilitar l'ús, la comprensió i les proves, d'una biblioteca de programari, donat que el facade disposa de mètodes per a tasques comunes.
- Facilitar la lectura de la biblioteca per la mateixa raó.
- Reduir les dependències amb el codi exterior en el funcionament intern d'una biblioteca, ja que la majoria del codi utilitza la façana i permet una major flexibilitat en el desenvolupament del sistema.
- Encapsular una col·lecció mal dissenyada d'APIs amb un sola API ben dissenyada (segons necessiti la tasca).

El patró de disseny Facade s'utilitza sovint quan un sistema és molt complex o difícil d'entendre perquè el sistema té un gran nombre de classes interdependents o el seu codi de font no està disponible. Aquest patró amaga la complexitat del sistema més gran i proporciona un interfície més senzilla per al client. Generalment es tracta d'una sola classe contenidor que engloba un conjunt de membres demanats pel client. Aquests membres accedeixen al sistema en nom del client façana i oculten els detalls d'implementació

## Ús
S'utilitza el Facade quan es desitja una interfície més fàcil o més senzilla per un objecte subjacent. Alternativament, es pot utilitzar un adaptador quan el contenidor ha de respectar una interfície particular i ha de donar suport a un comportament polimòrfic. Un decorador permet afegir o alterar el comportament d'una interfície en temps d'execuició.
| Patró     | Propòsit                                                                                  |
| --------- | ----------------------------------------------------------------------------------------- |
| Adaptador | Converteix un interfície a un altre de manera que aparella el que el client està esperant |
| Decorador | Dinàmicament afegeix una responsabilitat a la interfície encapsulant el codi original     |
| Facade    | Proporciona una interfície simplificada                                                   |

El patro facade s'utilitza típicament quan:
- Una interfície senzilla necessita accedir a un sistema complex.
- Les abstraccions i les implementacions d'un subsistema estan estretament lligades.
- Es necessita un punt d'entrada a cada capa del programari.
- Un sistema és molt complex o difícil d'entendre.

## Estructura
Facade
La classe "façade" abstreu els Packages 1, 2, i 3 de la resta de l'aplicació.
Clients
Els objectes estan utilitzant el patró Facade per accedir als recursos dels Paquets.

## Exemple
Aquest és un exemple com un client interacciona amb un facade d'un sistema complex (parts internes d'un ordinador, com la CPU i el DiscDur).

### C#

#### Implementació
```
namespace
 
IVSR.Designpattern.Facade

{

 
class
 
SubsystemA

 
{

 
public
 
string
 
OperationA1
()

 
{

 
return
 
"Subsystem A, Method A1\n"
;

 
}

 
public
 
string
 
OperationA2
()

 
{

 
return
 
"Subsystem A, Method A2\n"
;

 
}

 
}

 
class
 
SubsystemB

 
{

 
public
 
string
 
OperationB1
()

 
{

 
return
 
"Subsystem B, Method B1\n"
;

 
}

 
public
 
string
 
OperationB2
()

 
{

 
return
 
"Subsystem B, Method B2\n"
;

 
}

 
}

 
class
 
SubsystemC

 
{

 
public
 
string
 
OperationC1
()

 
{

 
return
 
"Subsystem C, Method C1\n"
;

 
}

 
public
 
string
 
OperationC2
()

 
{

 
return
 
"Subsystem C, Method C2\n"
;

 
}

 
}

 
public
 
class
 
Facade

 
{

 
private
 
SubsystemA
 
a
 
=
 
new
 
SubsystemA
();

 
private
 
SubsystemB
 
b
 
=
 
new
 
SubsystemB
();

 
private
 
SubsystemC
 
c
 
=
 
new
 
SubsystemC
();

 
public
 
void
 
Operation1
()

 
{

 
Console
.
WriteLine
(
"Operation 1\n"
 
+

 
a
.
OperationA1
()
 
+

 
a
.
OperationA2
()
 
+

 
b
.
OperationB1
());

 
}

 
public
 
void
 
Operation2
()

 
{

 
Console
.
WriteLine
(
"Operation 2\n"
 
+

 
b
.
OperationB2
()
 
+

 
c
.
OperationC1
()
 
+

 
c
.
OperationC2
());

 
}

 
}

}

```

#### Codi d'exemple
```
namespace
 
IVSR.DesignPattern.Facade.Sample

{

 
// The 'Subsystem ClassA' class

 
class
 
CarModel

 
{

 
public
 
void
 
SetModel
()

 
{

 
Console
.
WriteLine
(
" CarModel - SetModel"
);

 
}

 
}

 
/// <summary>

 
/// The 'Subsystem ClassB' class

 
/// </summary>

 
class
 
CarEngine

 
{

 
public
 
void
 
SetEngine
()

 
{

 
Console
.
WriteLine
(
" CarEngine - SetEngine"
);

 
}

 
}

 
// The 'Subsystem ClassC' class

 
class
 
CarBody

 
{

 
public
 
void
 
SetBody
()

 
{

 
Console
.
WriteLine
(
" CarBody - SetBody"
);

 
}

 
}

 
// The 'Subsystem ClassD' class

 
class
 
CarAccessories

 
{

 
public
 
void
 
SetAccessories
()

 
{

 
Console
.
WriteLine
(
" CarAccessories - SetAccessories"
);

 
}

 
}

 
// The 'Facade' class

 
public
 
class
 
CarFacade

 
{

 
private
 
CarModel
 
model
;

 
private
 
CarEngine
 
engine
;

 
private
 
CarBody
 
body
;

 
private
 
CarAccessories
 
accessories
;

 
public
 
CarFacade
()

 
{

 
model
 
=
 
new
 
CarModel
();

 
engine
 
=
 
new
 
CarEngine
();

 
body
 
=
 
new
 
CarBody
();

 
accessories
 
=
 
new
 
CarAccessories
();

 
}

 
public
 
void
 
CreateCompleteCar
()

 
{

 
Console
.
WriteLine
(
"******** Creant un cotxe **********\n"
);

 
model
.
SetModel
();

 
engine
.
SetEngine
();

 
body
.
SetBody
();

 
accessories
.
SetAccessories
();

 
Console
.
WriteLine
(
"\n******** Creació de cotxe complet **********"
);

 
}

 
}

 
// Facade Pattern Demo

 
class
 
Program

 
{

 
static
 
void
 
Main
(
string
[]
 
args
)

 
{

 
CarFacade
 
facade
 
=
 
new
 
CarFacade
();

 
facade
.
CreateCompleteCar
();

 
Console
.
ReadKey
();

 
}

 
}

}

```